# NGC 3770
NGC 3770 est une galaxie spirale barrée située dans la constellation de la Grande Ourse. NGC 3770 a été découverte par l'astronome germano-britannique William Herschel en 1788.

## Caractéristiques
Sa vitesse par rapport au fond diffus cosmologique est de 3 477 ± 10 km/s, ce qui correspond à une distance de Hubble de 51,3 ± 3,6 Mpc (∼167 millions d'al).
La classe de luminosité de NGC 3770 est I.

## Groupe de NGC 3963
La galaxie NGC 3770 fait partie d'un groupe de galaxies qui compte au moins huit membres, le groupe de NGC 3963. Sept galaxies de ce groupe sont indiquées dans un article publié par A.M. Garcia en 1993, soit NGC 3770, NGC 3809, NGC 3894, NGC 3895, NGC 3958, NGC 3963 et UGC 6732.
Abraham Mahtessian mentionne aussi ce groupe dans un article publié en 1998 en y ajoutant la galaxie NGC 3835A désignée comme 1144+6034 pour CGCG 1144,6+6034. Dans cet article, UGC 6732 est désigné comme 1142+5915 pour CGCG 1142,8+5915.